# NGC 3921
NGC 3921 este o interacțiune de galaxii situată în constelația Ursa Mare. A fost descoperită în 14 aprilie 1789 de către William Herschel. Se află la o distanță de 85,19 de megaparseci de Pământ.